# (5792) Unstrut
(5792) Unstrut (1964 BF) – planetoida z pasa głównego asteroid okrążająca Słońce w ciągu 3 lat i 274 dni w średniej odległości 2,41 j.a. Została odkryta 18 stycznia 1964 roku.